# Hendrik Jacobus Scholten

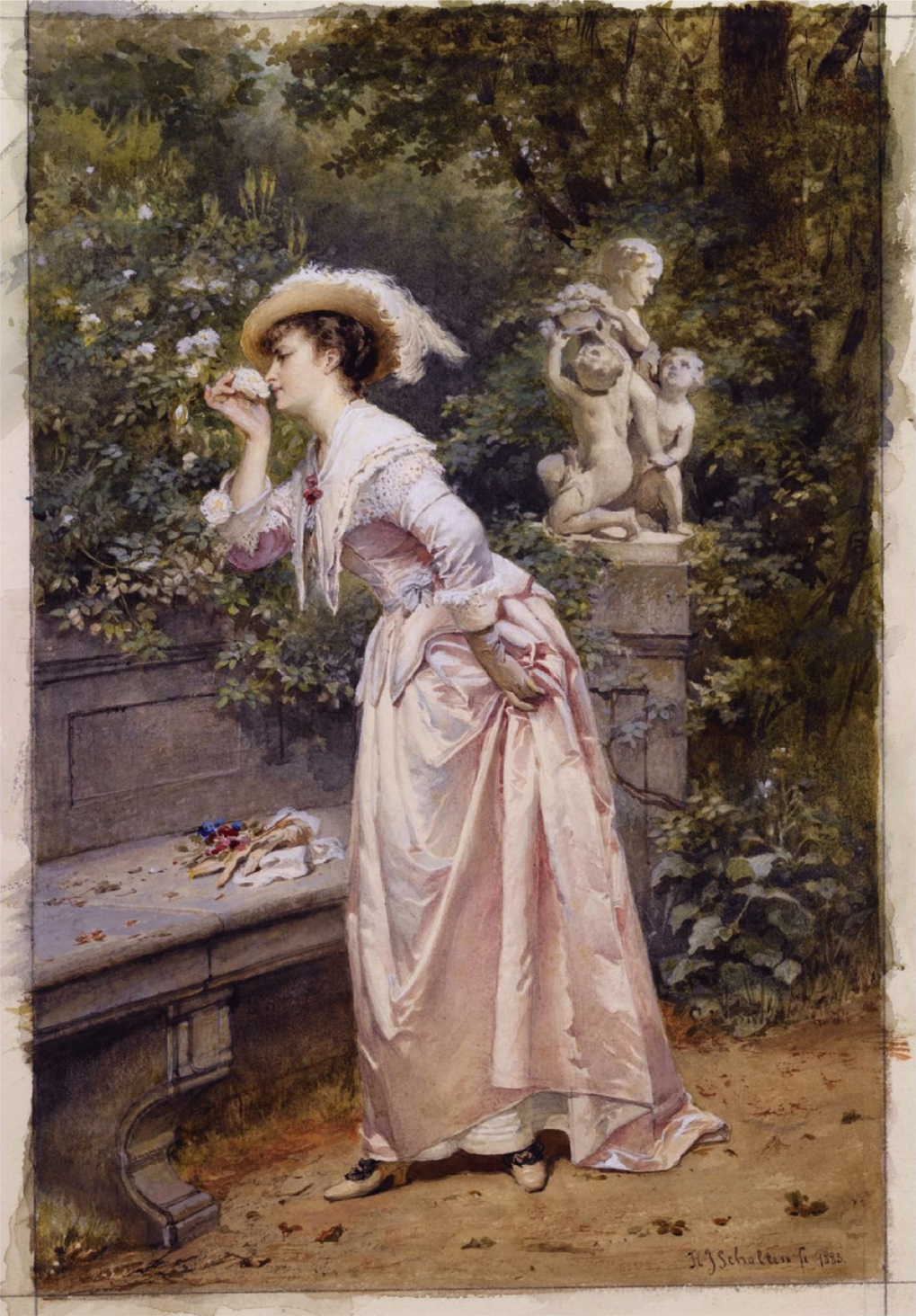
Eine elegante Frau, riechend an Rosen

Hendrik Jacobus Scholten (* 11. Juli 1824 in Amsterdam; † 29. Mai 1907 in Heemstede) war ein niederländischer Historien- und Genremaler sowie Radierer.

## Leben
Scholten war Schüler von Petrus Jacobus Greive. Er arbeitete als Konservator des Museums Teyler in Haarlem.
Gemälde von ihm finden sich in Amsterdam im Rijksmuseum, Stedelijk Museum und Museum Fodor, Zeichnungen beherbergt das Museum Teyler in Haarlem.

## Werke (Auswahl)
- Catalogue raisonné des dessins des écoles française et hollandaise. (Teylers Museum <Haarlem>). Haarlem: Les Héritiers Loosjes, 1904